# Elaeocarpus octopetalus
Elaeocarpus octopetalus är en tvåhjärtbladig växtart. Elaeocarpus octopetalus ingår i släktet Elaeocarpus och familjen Elaeocarpaceae.

## Underarter
Arten delas in i följande underarter:
- E. o. darnaedii
- E. o. octopetalus
- E. o. teruyae